# Parafia Najświętszego Serca Pana Jezusa w Taszkencie
Parafia Najświętszego Serca Pana Jezusa w Taszkencie – jedna z pięciu rzymskokatolickich parafii Uzbekistanu, w stolicy kraju – Taszkencie. Parafię prowadzą franciszkanie z Polski.
Kościół parafialny - Katedra Najświętszego Serca Pana Jezusa w Taszkencie (znany też jako Polski Kościół) to siedziba Administratury apostolskiej Uzbekistanu. Administratorem apostolskim jest Polak ks. bp. o. Jerzy Maculewicz. 
Co roku w dniach 15-17 czerwca odbywa się tu Spotkanie Katolików, na które przybywają przedstawiciele katolickich wspólnot z całego kraju – Buchary, Urgencza, Fergany i Samarkandy. 

## Msze święte
Msze święte odbywają się w języku rosyjskim, angielskim i koreańskim, a w drugą niedzielę miesiąca o godzinie 18:00 także po polsku.

## Historia
W 1875 roku katolicy po raz pierwszy zaapelowali o pozwolenie na budowę kościoła do władz Turkiestanu (Generalna Gubernia Turkiestanu, Imperium Rosyjskie). 9 lat później, w 1884 roku, pierwsza kaplica zaczęła służyć wojennym więźniom, głównie Polakom. W 1905 zbudowano inną, tymczasową kaplicę,  zniszczoną w 1907.
W 1912 roku rozpoczęto budowę kościoła, na kawałku ziemi nad rzeczką Sałar. W roku 1925 budynek został znacjonalizowany, ale aż do 1937 roku, gdy proboszcz o. Józef Sowiński został rozstrzelany za kontrrewolucyjną propagandę i agitację, odprawiał on w nim tajne msze.
W 1993 r budowlę w stanie ruiny otrzymali katolicy z Taszkentu. Rozpoczęła się przebudowa według nowego projektu, którą zajmował się papieski ordynariusz w Uzbekistanie, polski franciszkanin o. Krzysztof Kukułka. 22 października 2000 roku świątynia po 88 latach od rozpoczęcia jej budowy, została konsekrowana jako kościół pw. Najświętszego Serca Pana Jezusa.